# Глигорије Мандић
Глигорије Глиго Мандић (Камено, код Херцег Новог, 17. април 1912 — Херцег Нови, 15. јануар 1994) био је учесник Народноослободилачке борбе, генерал-потпуковник ЈНА и народни херој Југославије.

## Биографија
Рођен је 17. априла 1912. године у селу Камено, код Херцег Новог. Потицао је из земљорадичке породице. Основну школу је завршио у родном месту, а нижу гимназију у у Херцег Новом. Потом је 1928. године уписао Машинску школу Краљевске југословенске ратне морнарице. После завршене Машинске школе, од 1931. до 1937. године је био на служби у Морнарици, у чину наредника.
За време службовања, прикључио се револуционарном радничком покрету и 1935. године постао члан тада илегалне Комунистичке партије Југославије (КПЈ). Септембра 1935. године, заједно с својим колегама Лесковаром, Ројићем, Јевремовићем и Чавором, формирао је илегалну партијску ћелију у Тивту. У децембру исте године су сви били откривени и ухапшени. До августа 1937. године су се налазили у истражном затвору у Шибенику и Сарајеву, а на суђењу у Шибенику су, због недостатка доказа, били ослобођени. Поред ослобађајуће пресуде, сви су били отпуштени из Морнарице.
После наупштања војске, отишао је у Београд, где је од 1937. до децембра 1940. године радио као машиниста. Тада је активно политички деловао у Савезу машинства Југославије, најпре као члан, а од септембра 1939. године као секретар Савеза. У децембру 1940. године био је мобилисан у резерву и упућен у Кумбор, у Боку Которску, где га је затекао почетак Априлског рата, као и брза капитулација Југословенске војске, априла 1941. године.

### Народноослободилачка борба
Након окупације Југославије, избегао је заробљавање и вратио се у родни крај, где се одмах укључио у рад партијске организације у Херцег Новом. Јуна 1941. године, када је формиран Месни комитет КПЈ за Херцег Нови, Глиго је ушао у његов састав и добио задужење за војни сектор. У склопу припрема за устанак, он је радио на прикупљању и сакривању оружја, формирању герилских одреда и њиховој војно-политичкој припреми и др. У току Тринаестојулског устанка, био је именован за политичког комесара Приморске чете.
Када је, у новембру 1941. године, формиран Орјенски партизански батаљон, који се налазио у саставу Никшићког партизанког одреда, Глого је био одређен је за заменика команданта. После битке на Церовику, 7. децембра 1941. године, када је тешко рањен командант Орјенског батаљона Мирко Матковић, Глиго је као његов заменик преузео команду над овим батаљоном. Марта 1942. године је пребачен на подручје Колашина, где је преузео дужност команданта Првог ударног црногорског батаљона, чији је задатак био борба против четника на овом подручју. Са овом јединицом водио је вишемесечне борбе, тада најтеже у Црној Гори. Потом је кратко време вршио дужност команданата Комског партизанског одреда.
Приликом формирања Пете пролетерске црногорске ударне бригаде, 12. јуна 1942. године, био је одређен за команданта њеног Другог батаљона, а у јесен исте године за заменика команданта бригаде Саве Ковачевића. Крајем децембра 1942. године, одлуком Врховног штаба НОВ и ПОЈ, био је именован за команданта Прве далматинске ударне бригаде. Овом бригадом је командовао у борбама у централној Босни, као и током Четврте и Пете непријатељској офанзиве, на Неретви и Сутјесци. Његова бригада се истакла у ослобађању Прозора, у противудару код Горњег Вакуфа, као и у борбама на Дурмитору и Сутјесци. После Пете непријатељске офанзиве и продора партизанских снага у источну Босну, јула 1943. године формирана је 17. источнобосанска ударна дивизија, за чијег је команданта одлуком Врховног штаба био постављен Глиго Мандић.
У току 1943. и 1944. године, дивизија је учествовала у борбама на територији источне Босне и Санџака, као и у Црној Гори и Србији. Нарочито тешке борбе водила је у јесен и зиму 1943/44. у источној Босни, у Андријевичкој операцији 1944, и у операцијама за ослобођење Србије. У том периоду, поред низа мањих насеља, јединице ове дивизије су у Босни и Херцеговини, учествовале у ослобођењу Бијељине, Градачца, Модриче, Тузле, Вареша, Соколца, Чајнича, а у Србији су учествовале у ослобођењу Бруса, Александровца, Горњег Милановца, Крагујевца, Чачка, Ужица и Косјерића. Јануара 1945. године, Глиго је био постављен за команданта Дванаестог војвођанског корпуса.

### Послератни период
После ослобођења Југославије, наставио је професионалну војну каријеру у Југословенској народној армији (ЈНА). До септембра 1945. године се налазио на дужности команданта Југословенског окупационог корпуса, у јужној Аустрији. Од септембра 1945. до априла 1947. године био је на дужности команданта Обалске одбране и помоћника команданта Југословенске ратне морнарице (ЈРМ). Од априла 1947. до јула 1948. године био је на школовању у Совјетском Савезу, где је у Москви завршио тактику на Вишој војној академији „Ворошилов”. После повратка у земљу, био је постављен за начелника Штаба Корпуса народне одбране Југославије (КНОЈ). Од децембра 1948. до октобра 1949. године био је командант Четврте армије ЈА, а потом је поново прешао у КНОЈ. Од октобра 1949. до септембра 1950. године био је заменик команданта КНОЈ-а Јована Вукотића, а после тога командант овог Корпуса.
Године 1953. је завршио Школу оператике на Вишој војној академији ЈНА. Од 1954. до јануара 1963. године је био командант Војног подручја. Активна војна служба му је престала 1963. године у чину генерал-потпуковника ЈНА. Био је биран за народног посланика у Народној скупштини ФНРЈ, првог и другог сазива. Године 1976. написао је књигу Седамнаеста источнобосанска дивизија.
Умро је 15. јануара 1994. године у Херцег Новом.
Носилац је Партизанске споменице 1941. и других југословенских одликовања, међу којима су — два Ордена за храброст, Орден ратне заставе, Орден партизанске звезде са златним венцем, Орден братства и јединства са златним венцем и Орден партизанске звезде са сребрним венцем. Од иностраних одликовања, истиче се совјетски Орден црвене заставе. Орденом народног хероја је одликован 10. јула 1952. године.